# Blora
Blora est une ville d'Indonésie, chef lieu du kabupaten de Blora, située dans la province de Java central. Sa population s'élève à 88 433 habitants.

## Personnalités
L'écrivain indonésien Pramoedya Ananta Toer, mort en 2006, est né à Blora en 1925.